# Luigi Corteggi
Luigi Corteggi, també conegut pel pseudònim de Cortez (Milà, 21 de juny de 1933 - Casorzo, 26 de juliol de 2018 [1]), fou un il·lustrador italià. És conegut per la seva obra gràfica a Editoriale Corno i per a Sergio Bonelli Editore, per la qual va crear els gràfics de revistes famoses com Kriminal i Dylan Dog. Crítics especialitzats el consideren el director d'art més famós del món del còmic italià.

## Biografia
Diplomat a l'Acadèmia de belles arts de Brera, després haver gestionat durant alguns anys un estudi propi de publicitat, passa a col·laborar primer a l'Editora Univers i després, el 1965, a l'Editorial Corno, per ocupar-se del grafisme de les publicacions creant els logotips de Kriminal, Satanik, Mascarot Negre, Gesebel, Eureka, Alan Ford i molts altres. A part d'il·lustrar algunes cobertes i realitzar els dibuixos i les inchiostrature de les taules, s'ocupa del disseny de les capçaleres dels super-herois Marvel Comics. Després haver realitzat algunes històries de Mascarot negre, passa a Kriminal i Satanik, dos personatges del fumetto nero italià creats per Max Búnquers, pels quals crea el logotip de les capçaleres i dibuixa també alguns episodis, a banda de realitzar centenars de cobertes; col·labora tot seguit com dibuixant i inchiostratore també a altres personatges de Búnquers com Gesebel i Alan Ford - i d'aquest darrer realitzarà també les primeres deu copertine. Com curatore s'ocupa també del impaginazione de les moltes testades de l'editor i realitza també un seva sèrie a fumetti, Thomas, una sèrie de cartoline umoristiche, algunes labors gràfiques per revistes, enciclopèdies i publicacions scientifiche. La relació amb la Corno s'interromp en el 1975 quan entra com a director artístic a la Sergio Bonelli Editor on ve encarregat d'ocupar-se sigui de la part tècnica que d'aquella més creativa relativa a la gràfica general, al lettering, a les copertine i relatives testades i marcs allèn que a la gestió dels contactes amb els dibuixants esordienti. En els anys settanta collabora també amb El Giornalino.
En els anys ottanta realitza un episodi de la sèrie a fumetti Collaret Rodeo - El astronave perduta, únic conto de fantascienza de la sèrie. Com gràfic realitza les testades de totes les publicacions de la Bonelli esordite després de la seva arribada com Ken Parker, Mister No, Martin Mystère, Dylan Dog, Nick Raider, Nathan Never i moltes altres que es fan notar per un eleganza gràfica mai abans veu per una sèrie a fumetti italiana.

## Reconeixement
- Mostra dedicada "Luigi Corteggi - Un pintor prestat al fumetto" - Fumettoteca Supergulp! - Milà, 3/18 abril 2010.[4][5][6]